# Sportspaladset (Kyiv)
 For alternative betydninger, se Sportspaladset. (Se også artikler, som begynder med Sportspaladset)
Sportspaladset er en sports- og musikarena i midten af Ukraines hovedstad Kyiv. Arenaen blev bygget i 1960 af arkitekterne Mikhajlo Hretjina og Oleksij Zavarov. Ved sportsbegivenheder er der plads til 7.000 personer, og ved koncerter 10.000. Eurovision Song Contest 2005 blev afholdt her.
| Arkitektur | Spire Denne arkitekturartikel er en spire som bør udbygges. Du er velkommen til at hjælpe Wikipedia ved at udvide den. |

50°26′14″N 30°31′20″Ø / 50.437222222222°N 30.522222222222°Ø